# اوسلاویتسه
اوسلاویتسه (به چکی: Oslavice) یک منطقهٔ مسکونی در جمهوری چک است که در ناحیه ژدار ناد سازاووو واقع شده‌است. اوسلاویتسه ۶٫۳۵ کیلومتر مربع مساحت و ۶۹۵ نفر جمعیت دارد و ۴۷۶ متر بالاتر از سطح دریا واقع شده‌است.